# Mezimozek

Poloha mezimozku v lidské lebce

Mezimozek (latinsky diencephalon) je soubor mozkových struktur okolo třetí mozkové komory. Navazuje na horní konec mozkového kmene, uložen mezi hemisférami koncového mozku.
Nápadně vyklenuté části jsou dva thalamy, které tvoří stěnu III. komory mozkové.
Je tvořen 5 různými oddíly:
- thalamus: struktura umožňující převod nervových impulzů z periferie do mozkové kůry
- metathalamus: součást zrakové a sluchové dráhy (corpora geniculata lateralia a medialia)
- hypothalamus: ústředí mnoha vegetativních, endokrinních a emočních funkcí, je spojen s podvěskem mozkovým (hypofýza)
- epithalamus: tvořený šišinkou (corpus pineale), endokrinním orgánem produkujícím melatonin
- subthalamus: několik mozkových jader se vztahem k plánování pohybů